# Phuljhar
Phuljhar fou un estat tributari protegit del tipus zamindari, al districte de Sambalpur a les Províncies Centrals. Formà part dels estats coneguts com Athara Garhjat (18 forts). La superfície era de 2.038 km²; la millor zona era a la vora del riu Jonk. La població el 1881 era de 65.878 habitants. La capital era Phuljhar a 21° 13′ N, 82° 53′ E / 21.217°N,82.883°E. L'estat estava format per vuit subestats: Phuljhargarh, Kelinda, Boitari, Basna, Balada, Borsara, Singhora, i Sankra. El sobirà era un raja gond amb uns ingressos estimats de 1.362 lliures i un tribut de 100 lliures. L'estat fou concedit abans de 1600 pels rages de Patna.